# Бурлачук, Антон Игнатьевич
Антон Игнатьевич Бурлачук (1925—1945) — красноармеец Рабоче-крестьянской Красной Армии, участник Великой Отечественной войны, Герой Советского Союза (1945).

## Биография
Антон Бурлачук родился в 1925 году в селе Морозовка Погребищенского района Винницкой области Украинской ССР в семье крестьянина. В 1940 году окончил семь классов школы в селе Новофастов, после чего работал в колхозе. В начале Великой Отечественной войны не был призван в армию по возрасту и оказался на оккупированной территории, где прожил до весны 1944 года. После освобождения 4 апреля 1944 года Бурлачук был призван на службу в Рабоче-крестьянскую Красную Армию Погребищенским районным военным комиссариатом. С 18 июля 1944 года — на фронтах Великой Отечественной войны. Участвовал в боях на 1-м и 3-м Прибалтийском и 1-м Белорусском фронтах. Принимал участие в Рижской операции, освобождении Литовской ССР, Висло-Одерской операции. В ходе последней отличился. К тому времени красноармеец Антон Бурлачук был наводчиком станкового пулемёта 601-го стрелкового полка 82-й стрелковой дивизии 47-й армии 1-го Белорусского фронта.
14-15 января 1945 года в ходе прорыва мощной линии обороны немецких войск на левом берегу Вислы к югу от Варшавы Бурлачук подавил 5 пулемётных точек противника. 15 февраля 1945 года у села Альт-Рюднитц на правом берегу Одера, несмотря на полученное ранение, сумел уничтожить несколько пулемётных точек. 17 февраля во время боя за удержание господствующей высоты у этого села принимал активное участие в отражении 10 вражеских контратак. В этом бою подорвал гранатой себя и окруживших его немецких солдат и офицеров. Похоронен в деревне Грюненберг (ныне — Голице) в четырёх километрах к юго-востоку от города Цедыня Западно-Поморского воеводства.
Указом Президиума Верховного Совета СССР от 31 мая 1945 года за «мужество и героизм, проявленные в Висло-Одерской операции» красноармеец Антон Бурлачук посмертно был удостоен высокого звания Героя Советского Союза. Также был награждён орденами Ленина, Славы 3-й степени и медалью «За отвагу». В честь Бурлачука названа улица в Морозовке.